# Biscuit (pane)
Per biscuit (letteralmente biscotto) si intende una varietà di piccoli prodotti da forno con una crosta dorata e un interno morbido diffusi negli Stati Uniti d'America. I biscuit vengono preparati con lievito in polvere o bicarbonato di sodio come agente lievitante chimico e la loro consistenza ricorda quella degli scone britannici o dei bannock delle isole Shetland.
I biscuit vengono classificati fra i cosiddetti pani veloci, in quanto necessitano di periodi di preparazione brevi.

## Etimologia

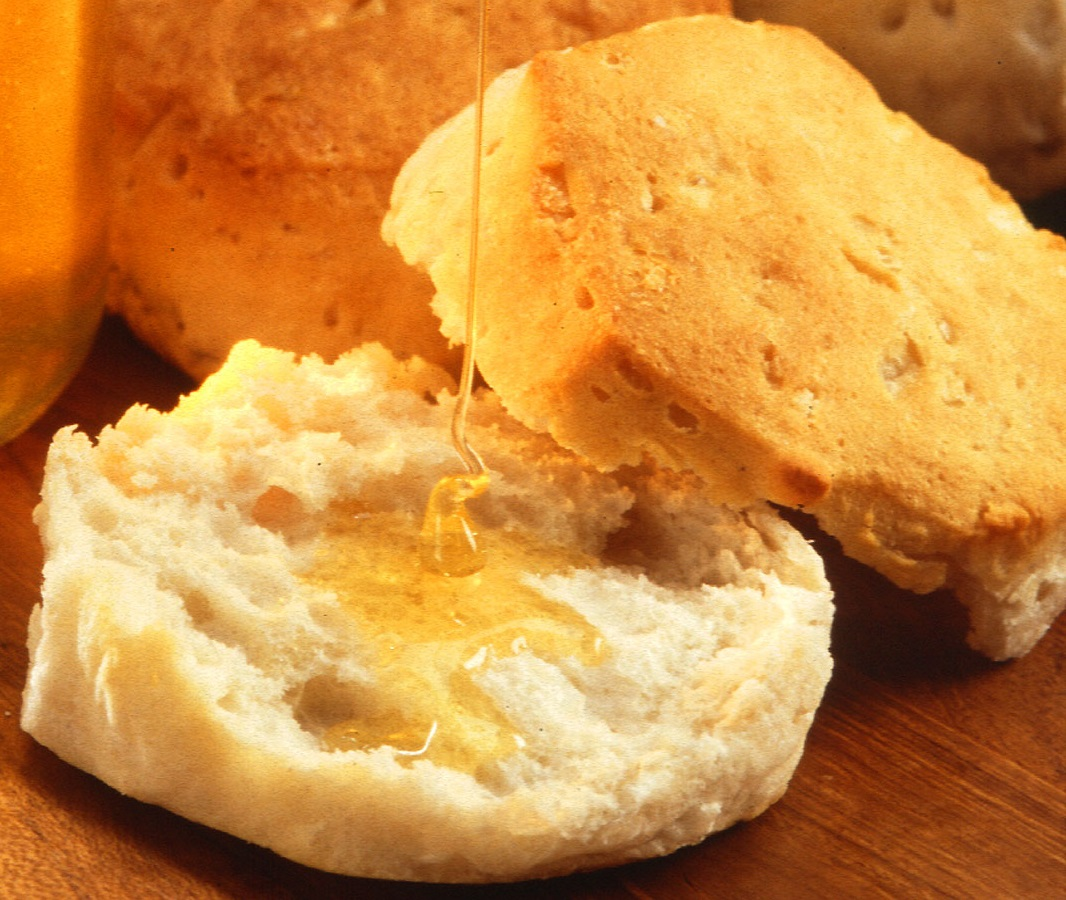
Un biscuit aperto con il miele

Sebbene l'inglese americano e l'inglese britannico utilizzino la parola biscuit per riferirsi a due cibi moderni chiaramente differenti (nell'inglese americano, il biscuit indicherebbe i cookies mentre quello britannico indicherebbe dei generici biscotti), altro non erano che un'alternativa al pane lievitato, che era più difficile da conservare. La parola biscuit deriva dalla parola latina medievale biscoctus, che significa cucinato due volte e dalla quale deriverebbe il termine in lingua italiana che significa cotti due volte.
Nelle nazioni ispaniche si sarebbe invece diffusa la parola bizcocho in riferimento a una serie di vari prodotti da forno. Nelle Filippine, il termine biskotso (anche scritto biscocho) deriva da una parola usata dai conquistatori spagnoli e si riferisce a un tipo di pane all'aglio.

La spiegazione definitiva delle differenze nell'uso della parola biscuit nei paesi anglosassoni è stata fornita da Elizabeth David nel suo English Bread and Yeast Cookery (1977), nel capitolo Yeast Buns and Small Tea Cakes e nella sezione Soft Biscuits. Secondo quanto riporta il libro: 

## Storia

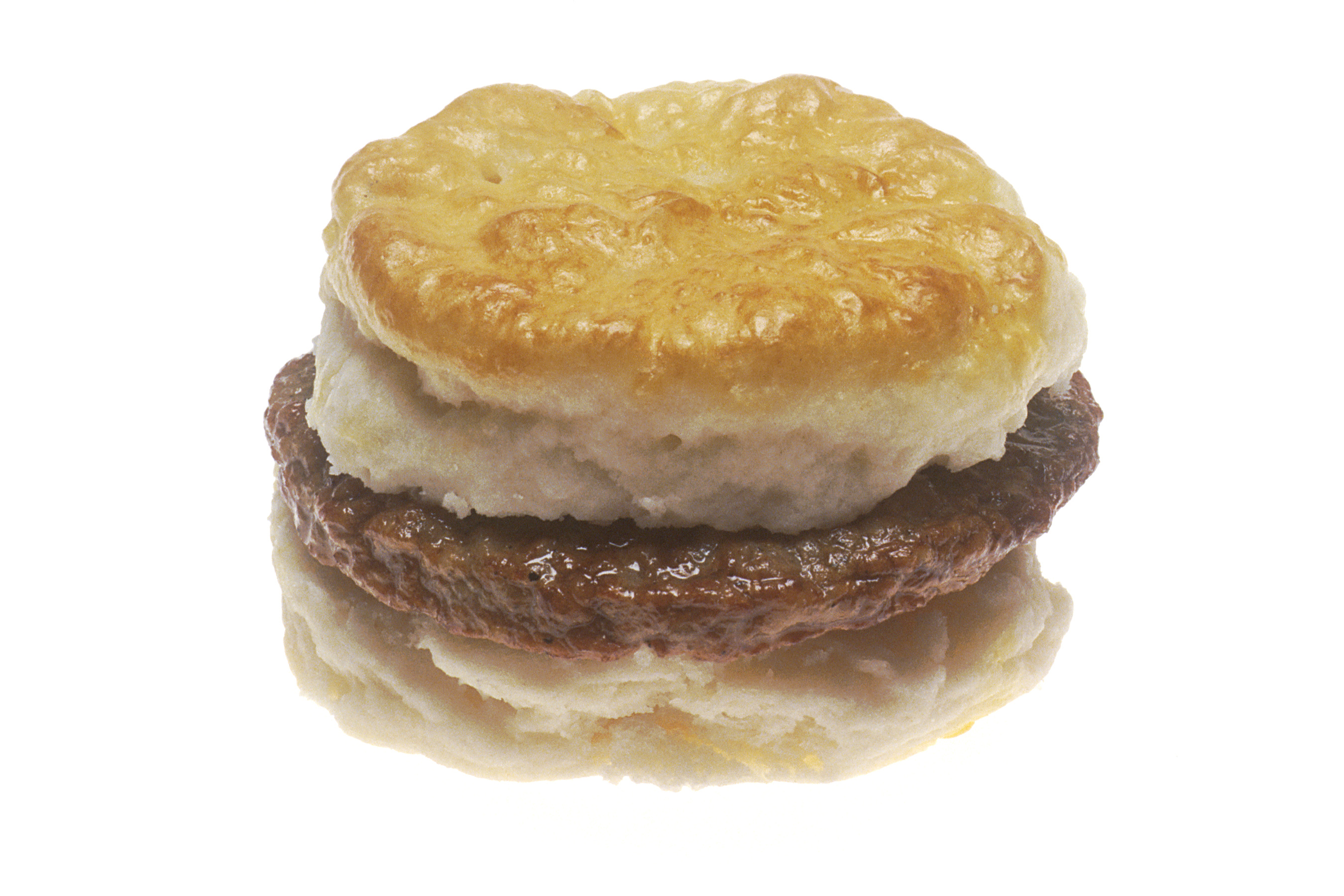
Biscuit con carne di salsiccia

Il biscuit nacque negli Stati Uniti all'inizio del diciannovesimo secolo dai primi coloni europei, che importarono uno stile di cottura semplice e spesso basato sul grano macinato e la salsa gravy. Tale alimento costituiva una variante ideale del pane ed era priva di lievito, che era un ingrediente costoso e difficile da conservare. Inoltre, rispetto al pane comune, il cosiddetto biscuit aveva una consistenza dura che gli permetteva di mantenere la sua forma anche quando veniva usato in combinazione con la salsa gravy.
Si presume che, prima della nascita delle reti di distribuzione nazionale durante la metà del ventesimo secolo, i cuochi degli Stati Uniti meridionali potessero produrre dei biscuit migliori rispetto a quelli delle aree settentrionali. Le farine nordamericane, che provengono prevalentemente dall'Ohio, dall'Indiana e dall'Illinois, sono da sempre preparate con grani duri primaverili cresciuti con un clima freddo e invernale mentre quelle ricavate dal grano degli Stati Uniti del sud, raccolto principalmente nella Carolina del Nord e del Sud, in Georgia e nel Tennessee, erano composte di grano tenero cresciuto con climi più stabili e temperati. La presenza di poche proteine rendeva le farine delle regioni nel sud più idonee alla produzione di biscuit, torte e muffin rispetto a quelle del nord.
Nel 1931, l'azienda Ballard and Ballard brevettò i biscuit fatti per la produzione di massa.

## Preparazione
La maggior parte dei biscuit sono cucinati con la farina di grano, il lievito, il sale, il latte o il latticello, lo zucchero e il burro. L'impasto può essere steso su piatto e tagliato a rondelle, che si espandono una volta cotte. Se si diluisce la pasta una grande quantità di latte la consistenza della pasta diviene simile alla pastella usata per preparare i pancake. I grandi biscuit a forma di goccia, a causa delle loro dimensioni e della loro ruvida consistenza esterna, vengono definiti teste di gatto. Vengono anche preparati dei biscuit da cucinare durante i campeggi e che vengono cotti su un focolare. In una delle loro molte varianti, i biscuit contengono del cheddar o altri formaggi americani grattugiati. Possono anche contenere tracce di frutta oppure esistono versioni shortcake con panna e fragole.